# Mamonovo
Mamonovo (rusky: Мамоново, německy: Heiligenbeil, polsky: Święta Siekierka nebo Świętomiejsce nebo Mamonowo, litevsky: Šventpilis, prusky: Swintamīstan) je město v Rusku, konkrétně v Kaliningradské oblasti (bývalé Východní Prusko), která je od zbytku Ruska oddělena Polskem a Litvou. Město leží v blízkosti hranice s Polskem. Kaliningrad, hlavní město oblasti, se nachází přibližně 45 kilometrů severně. V roce 2021 žilo v Mamonovu 8 tisíc obyvatel.

## Historie

### Středověk
V 9. nebo v 10. století vznikla na soutoku řek Jarft (dnes Vituška) a Bahnau (dnes Mamonovka) pruská osada jménem Sventemest (česky doslova Svaté město). V polovině 13. století začali pronikat do oblasti řádový rytíři a ti v roce 1272 poblíž pruské osady postavili dřevěnou pevnost, kolem které začala vznikat německá osada. Roku 1301 dostala městská práva a začala používat jméno Heiligenstadt (přímý překlad z pruštiny). Jméno bylo pozměněno v roce 1344 na Heiligenbil (prusky bila znamenalo kázání). Zkomolením pak vzniklo jméno Heiligenbeil (česky Svatá sekera) a sekera se dostala i do znaku města. O pět let později byl postaven kostel, který plnil i obranné funkce. Rytíři nechali kolem města postavit hradby a vyhloubit příkop. Řeka Jarft byla rozdělena přehradou na dvě větve, což umožnilo výstavbu mlýna. V roce 1372 nechal velmistr Řádu Winrich von Kniprode založit augustiánský klášter.

### Do roku 1918
V 15. století bylo v okolí postaveno na dvacet větrných mlýnů. V roce 1440 se město přidalo k dalším západopruským městům a vytvořili tzv. Pruskou jednotu, která se postavila se proti Řádu německých rytířů. Nakonec spor přerostl doTřináctileté války (1454–1466). Město bylo obsazeno 1445 řádovým vojskem a následně v roce 1463 lehlo popelem po bojích s vojsky Jednoty. V roce 1510 se konalo v Heiligenbeilu zasedání nejvyšších představitelů řádů a církve, při němž byl zvolen poslední velmistr řádu Albrecht Braniborský. Požár z roku 1519 zničil téměř celé město. Následující rok obsadily Heiligenbeil polské jednotky a vyplenily místní augustiánský klášter. Ten již nikdy nebyl obnoven. Po sekularizaci Řádu v roce 1525 se město stalo součástí Pruského vévodství. Morová epidemie zasáhla město v roce 1629 a další požár, při kterém město opět zcela vyhořelo, v roce 1677. V roce 1736 dostalo město práva na konání trhů, a to třikrát do roka. Během Sedmileté války (1756–1763) okupovaly město ruské jednotky. Kostel se dočkal rekonstrukce 1788. Po požáru v roku 1807 došlo k velké přestavbě města. Město se stalo v roce 1819 centrem přilehlé okresu. V letech 1821–1824 byla postavena nová radnice. V roce 1853 byla do města postavena železnice spojující Berlín a Královec. Místní katoličtí věřící si postavili v roce 1891 svůj vlastní kostel. Rozvoj města pokračoval a dále přibyly ve městě pošta (1885), nemocnice (1887) a nová škola (1910). Roku 1910 měl Heiligenbeil téměř 5 tisíc obyvatel. První světová válka se městu, co se týče materiálních škod, vyhnula.

### Období 1918–1945
V roce 1925 se k městu přičlenila rybářská vesnice Rosenberg, a město tak získalo přístup k moři s přístavem. Mezi válkami fungovalo ve městě mnoho výrobních podniků a zemědělských výroben (ocelárna, opravna letadel, plynárna, parní pila, pivovar, mlékárna, továrna na nábytek, mlýn, chovatelství koní a včelařství). Z administrativních institucí měly sídlo ve městě okresní úřad, finanční úřad, soud, katastrální úřad, místní rolnický svaz, pečovatelský dům Sv. Jiří, nemocnice, veřejná škola s tělocvičnou a střední zemědělská škola. Vycházely místní noviny jménem Heiligenbeil Zeitung. V roce 1938 mělo město 8,6 tisíce obyvatel a v roce 1939 se počet zvýšil na 12,1 tisíc lidí. V letech 1936–1945 fungovala na východ od města letecká základna. V roce 1939 vznikl u města koncentrační tábor Stutthof. Druhá světová válka znamenala zásadní obrat ve vývoji města. Dne 25. března 1945 dobyly město sovětské jednotky po sedmidenní bitvě. Ta zanechala město zcela v troskách. Centrum města lehlo popelem a místní plynárna, ocelárna a továrna na nábytek byli zcela zničeny. Ačkoliv měli město v držení Sověti, bylo původně plánováno předat Heiligenbeil na základě Teheránské konference Polsku. Bylo i vybráno jméno, a to Świętomiejsce.

Východní Prusko (vyznačeno červeně) na mapě tehdejšího Německa 1871

### 1946–současnost
Postupimská konference nakonec nadefinovala nové hranice mezi SSSR a Polskem 5 km jižně od města, a tak se Heiligenbeil stal součástí Sovětského svazu. Došlo k odsunu místního německého obyvatelstva do Východního Německa a do města se nastěhovali především Rusové z centrálních oblastí Ruska a Povolží. V červnu 1946 začal opět fungovat místní vodovod, mlýn a vojenský obchod. Později byla otevřena sedmiletá škola a nemocnice. Město ztratilo funkci okresního sídla, které se přesunulo do válkou méně zničeného Ludwigsortu (dnes Laduškin). Dekretem prezidia Nejvyššího sovětu SSSR z 25. července 1947 byl Heiligenbeil pojmenován Mamonovo po Hrdinovi Sovětského svazu, poručíku plukovníku Nikolaji Vasilijeviči Mamonovi, který zemřel při bojích ve Východním Prusku v říjnu 1944. Bylo vybudováno nové centrum města, které leží severozápadně od toho původního. Vzhledem ke svému strategickému významu bylo město, stejně jako Laduškin, spravováno přímo z námořní základny Baltijsk.
Po rozpadu SSSR v roce 1991 se Mamonovo stalo součástí Kaliningradské oblasti jako ruská exkláva. Na jihu staré části města se nachází německý vojenský hřbitov, který byl restaurován německým Spolkem péče o válečné hroby a slavnostně otevřen v roce 2002. Je zde pohřbeno na 4 700 padlých z bitvy o město. Jako další zajímavá místa lze ve městě najít sochu velitele Nikolaje Mamonova a budovu staré pošty, na které se dochoval ještě předválečný německý znak pošty, poštovní trubka. Na místě bývalého náměstí je památník Heiligenbeilu s nákresem bývalé radnice.

## Obyvatelstvo

### Vývoj obyvatelstva v průběhu doby
| Rok       | 1875  | 1890  | 1910  | 1933  | 1939   | 1959  | 1970  | 1979  | 1989  | 2002  | 2010  | 2021  |
| Obyvatelé | 3 354 | 3 760 | 4 821 | 6 356 | 10 631 | 5 459 | 7 275 | 8 001 | 7 816 | 7 393 | 7 761 | 8 104 |

### Aktuální složení obyvatelstva
Při sčítání lidu v roce 2010 bylo etnické složení v městě následující:
| - 86,7 % Rusové - 3,8 % Bělorusové - 3,7 % Ukrajinci - 1,2 % Němci - 0,4 % Tataři - 0,4 % Arméni - 0,4 % Mordvinci |  | - 0,3 % Azerové - 0,3 % Čuvaši - 0,3 % Litevci - 0,3 % Poláci - 0,3 % Lezgové - 1,9 % ostatní |

## Doprava
Mamonovem prochází silnice 27A-021, které vede z Polska a do Kaliningradu. V Mamonovu je též vlakové nádraží, na dráze vedoucí z Braniewa do Kaliningradu. Do Kaliningradu jezdí z Mamonova tři vlaky denně, během léta jezdí na nádraží také linka vedoucí do Gdyně a Gdaňsku v Polsku. Více než vlaky je ale používaná autobusová doprava. Mamonovo leží na pobřeží Baltského moře a je zde i přístav.

### Hraniční přechody
Na území Mamonova jsou dva hraniční přechody do Polska. Prvním je hraniční přechod Gronowo-Mamonovo, druhým je větší dálniční přechod Grzechotki-Mamonovo, který byl otevřen dodatečně v roce 1992.

## Galerie

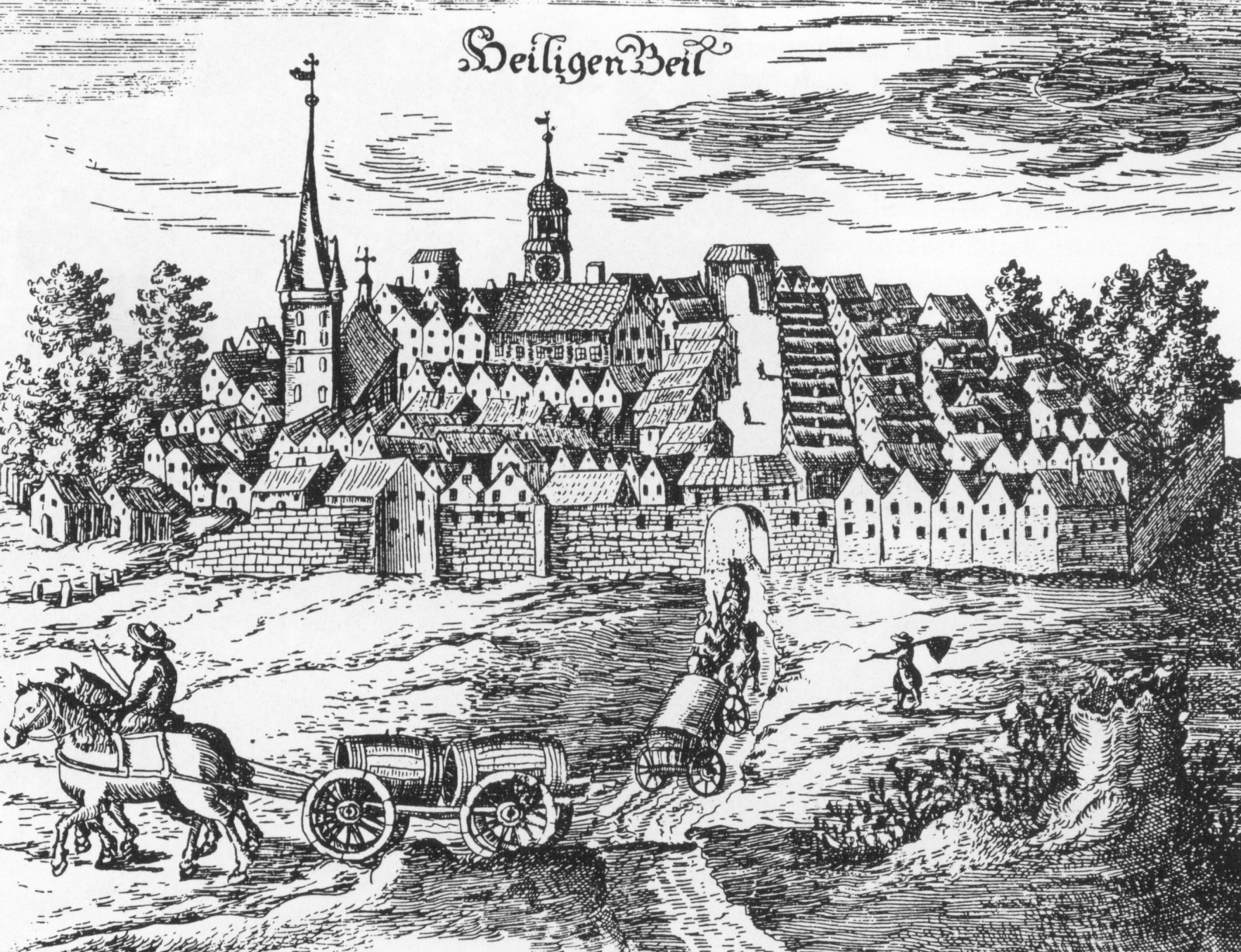
Kresba města
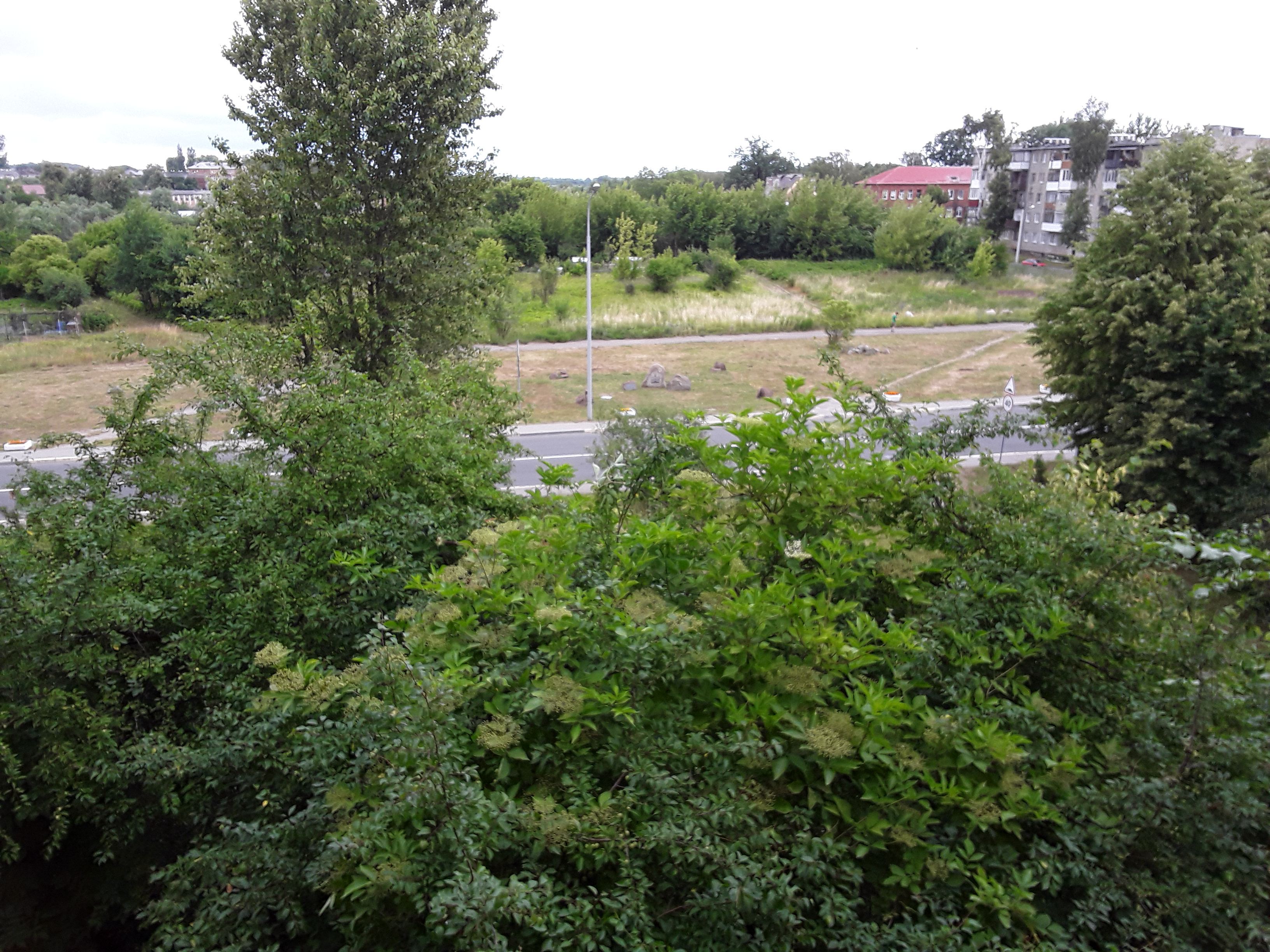
Pohled na bývalé centrum Heiligenbeilu
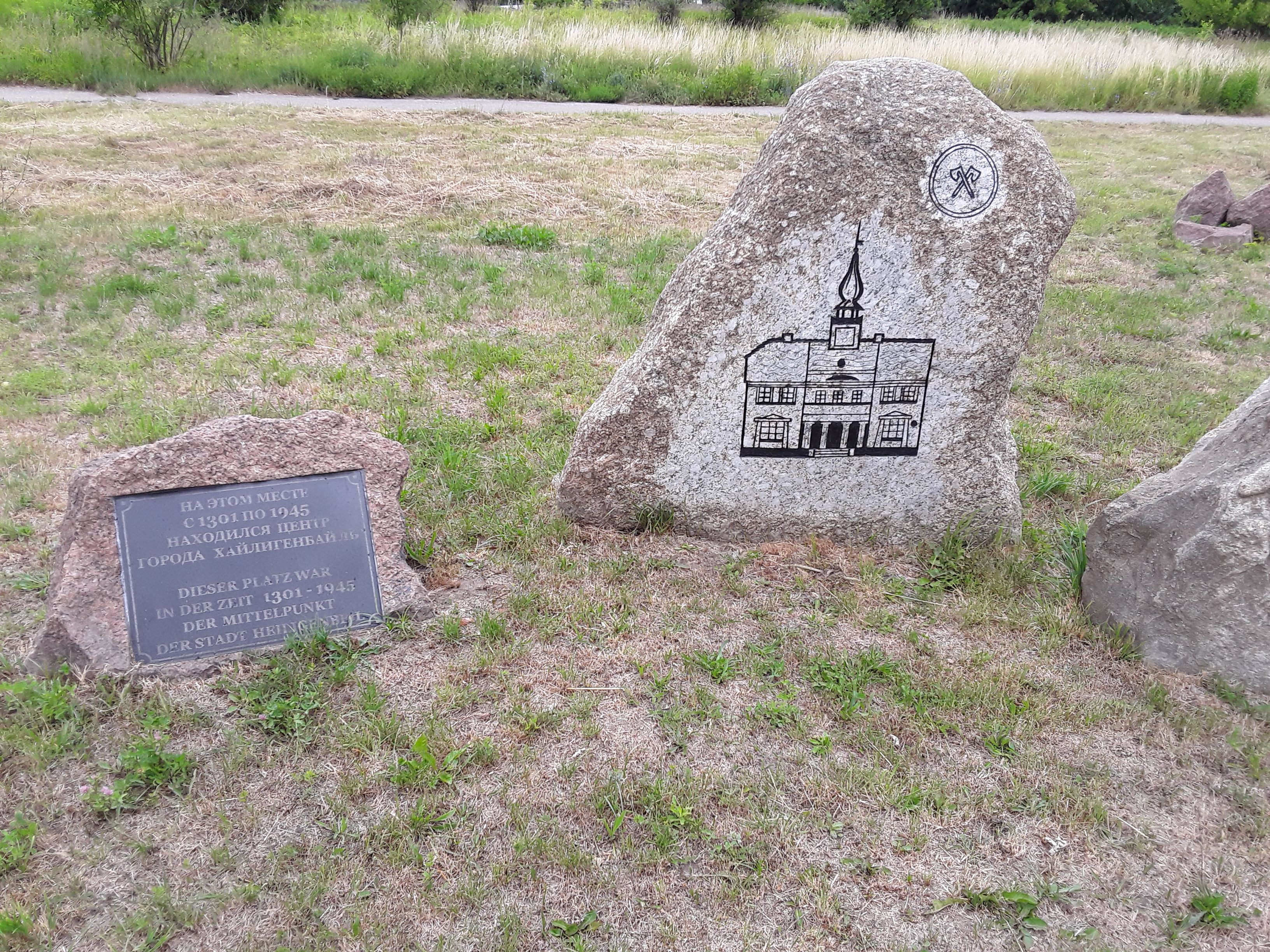
Místo bývalého centra Heiligenbeilu s obrazem radnice
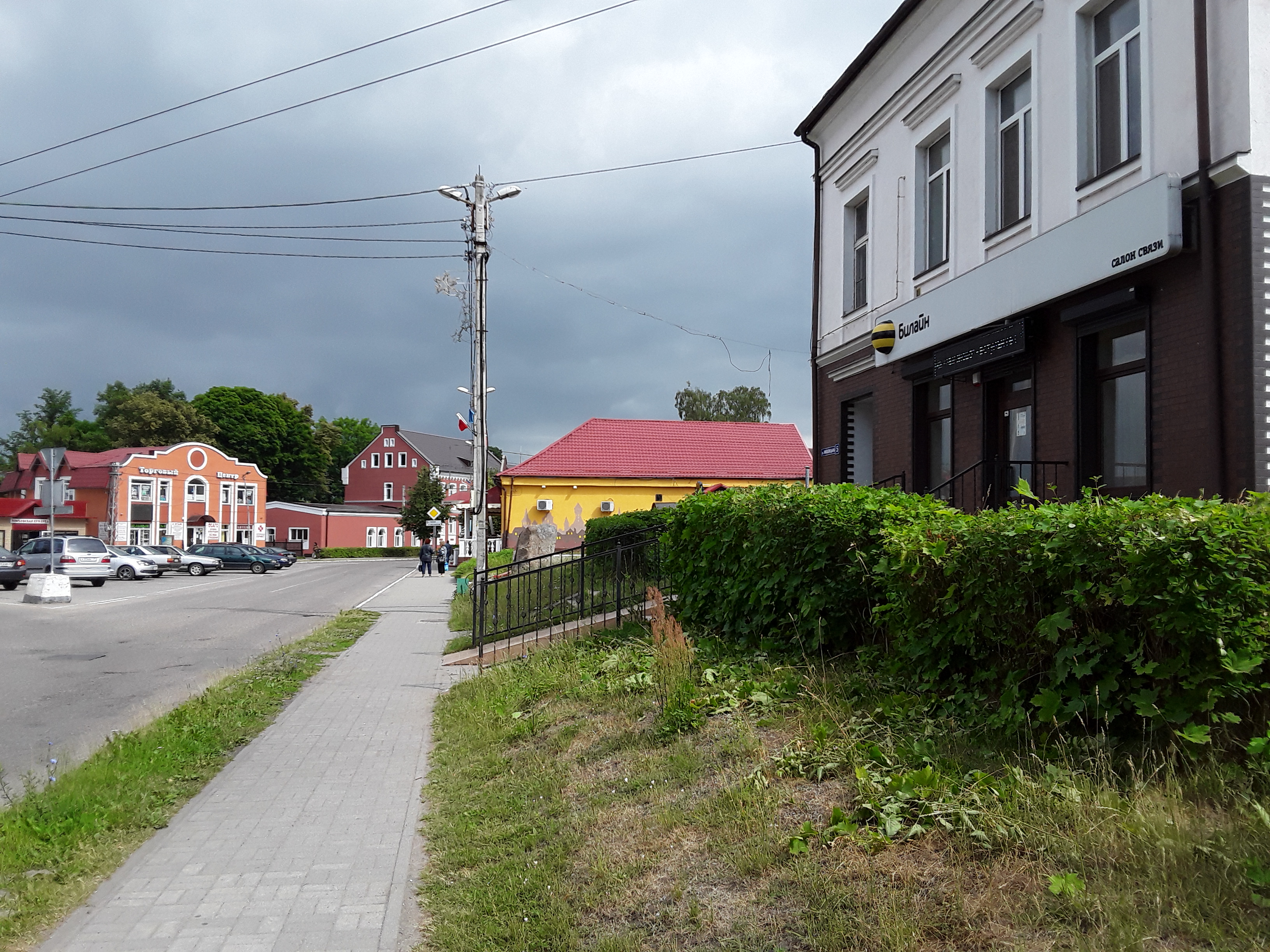
Dnešní centrum Mamonova
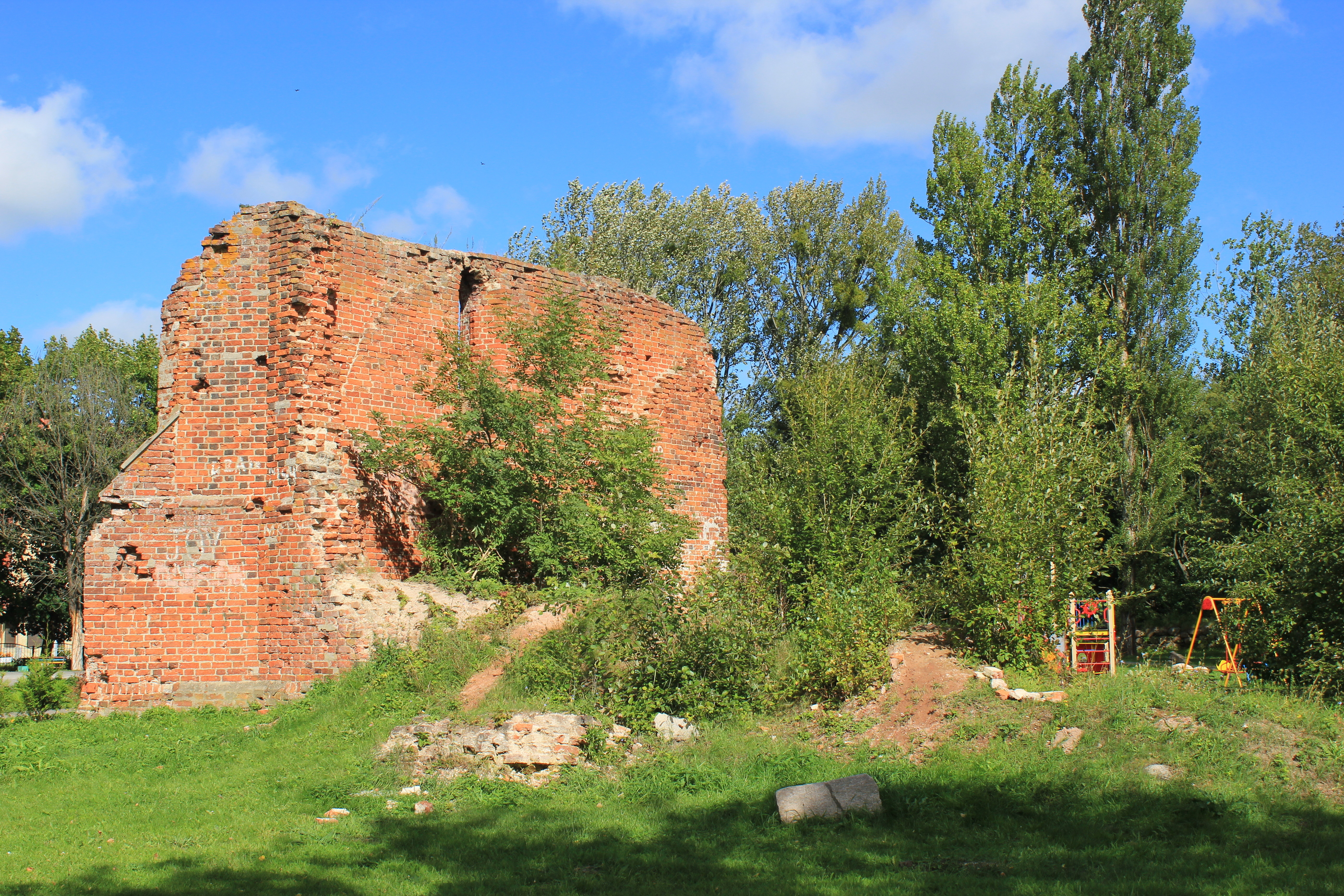
Ruiny bývalého evangelického kostela
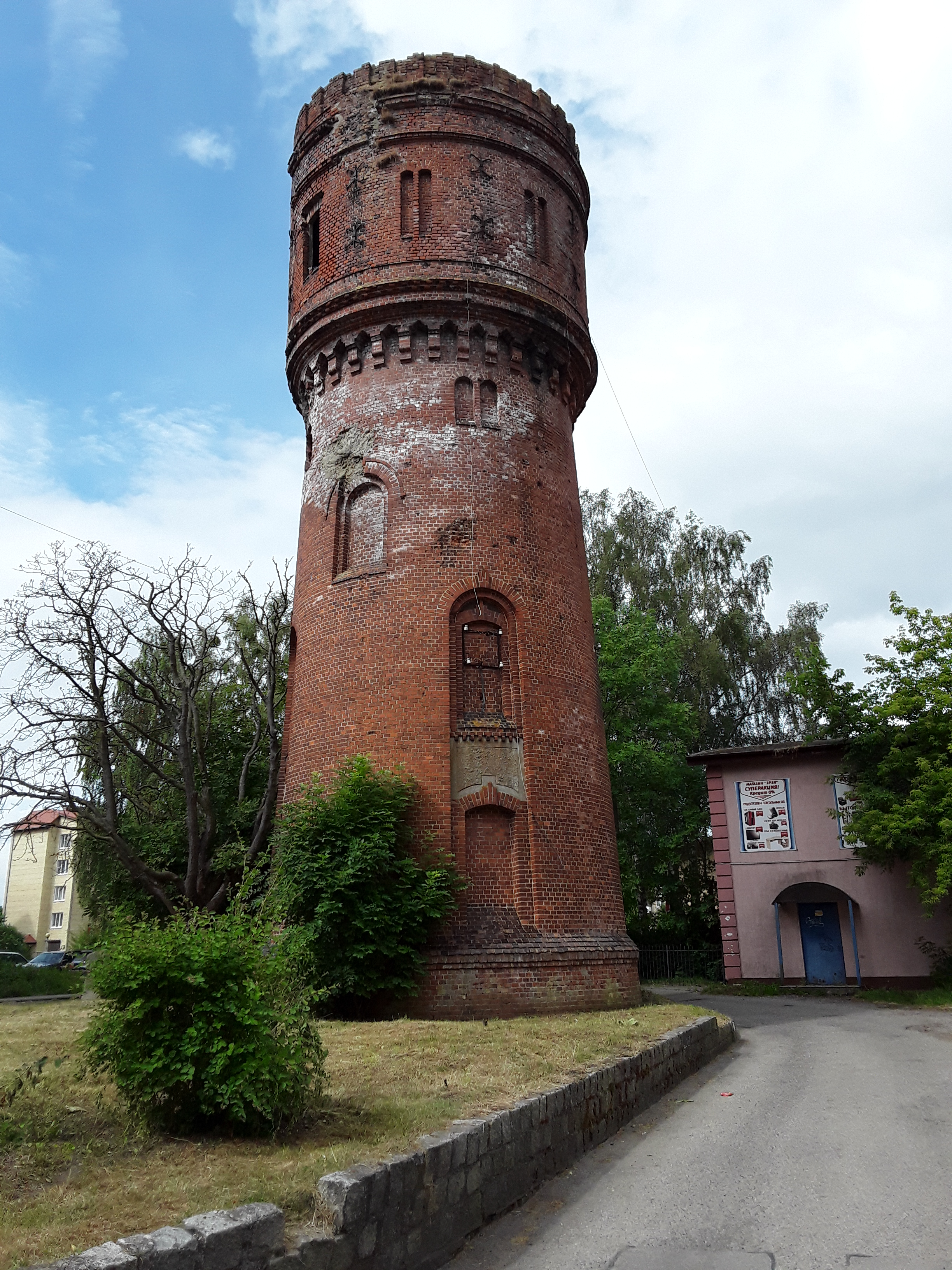
Původní vodní věž
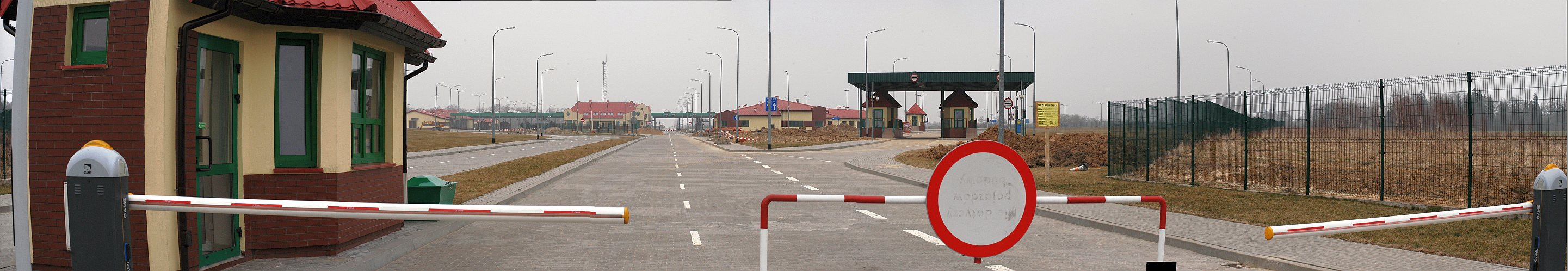
Panorama hraničního přechodu Grzechotki-Mamonovo